# Campeonato de España de Ciclismo en Ruta 1993
El XCII Campeonato de España de Ciclismo en Ruta se disputó en Vigo (Provincia de Pontevedra) el 27 de junio de 1993 sobre 259 kilómetros de recorrido. Participaron 105 corredores y sólo 56 terminaron el recorrido.
Se trataba de un circuito bastante selectivo, con varias dificultades, la última de ellas a diez kilómetros de meta. 
La carrera se presentaba como un duelo entre el gran favorito y anterior campeón Miguel Induráin y los bloques del CLAS y del Amaya.
La carrera se rompió a mitad de la prueba con una escapada de 26 unidades con hombres importantes del pelotón como Pedro Delgado, Fernando Escartín o Eduardo Chozas. El equipo Banesto dejó demasiada ventaja a la fuga, que llegó a contar con más de cinco minutos que se quedarían en uno y medio en la base de la última ascensión.
En aquel momento la fuga era un rosario de corredores, comandados por un sorprendente Ignacio García Camacho, que resistía en cabeza. Induráin se lanzó en persecución y fue superando a todos los fugados, excepto a García Camacho.
Finalmente en la misma línea de meta, García Camacho tuvo escasos segundos de ventaja sobre Miguel Induráin, al que le faltaron pocos segundos y un poco de estrategia de equipo para revalidar su maillot de campeón de España. Tercero en meta fue Fernando Escartín.

## Clasificación
| \| 1 \| \| Ignacio García Camacho \| Kelme \| 6h 21' 15" \| \| 2 \| \| Miguel Induráin \| Banesto \| a 7" \| \| 3 \| \| Fernando Escartín \| CLAS \| m.t. \| \| 4 \| \| Santos Hernández \| Mapei \| m.t. \| \| 5 \| \| Miguel Ángel Martínez \| ONCE \| m.t. \| \| 6 \| \| Ramón González Arrieta \| Lotus \| m.t. \| \| 7 \| \| Ángel Edo \| Kelme \| a 35" \| \| 8 \| \| Herminio Díaz Zabala \| ONCE \| m.t. \| \| 9 \| \| Peio Ruiz Cabestany \| Gatorade \| m.t. \| \| 10 \| \| Jon Unzaga \| CLAS \| m.t. \| |  |                        |          |            |
| 1 |  | Ignacio García Camacho | Kelme    | 6h 21' 15" |
| 2 |  | Miguel Induráin        | Banesto  | a 7"       |
| 3 |  | Fernando Escartín      | CLAS     | m.t.       |
| 4 |  | Santos Hernández       | Mapei    | m.t.       |
| 5 |  | Miguel Ángel Martínez  | ONCE     | m.t.       |
| 6 |  | Ramón González Arrieta | Lotus    | m.t.       |
| 7 |  | Ángel Edo              | Kelme    | a 35"      |
| 8 |  | Herminio Díaz Zabala   | ONCE     | m.t.       |
| 9 |  | Peio Ruiz Cabestany    | Gatorade | m.t.       |
| 10 |  | Jon Unzaga             | CLAS     | m.t.       |